# Madzsang állomás
Madzsang (Majang) állomás metróállomás a szöuli metró 5-ös vonalán, Szongdong-ku (Seongdong-gu) kerületben.

## Viszonylatok
| 5-ös vonal                                   | 5-ös vonal | 5-ös vonal                                                                 |
| -------------------------------------------- | ---------- | -------------------------------------------------------------------------- |
| Vangsimni (Wangsimni) Panghva (Banghwa) felé | fő vonal   | Tapsimni (Dapsimni) Szangil-tong (Sangil-dong) vagy Macshon (Macheon) felé |